# Гани-Пропостище
Гани-Пропостище — колишній хутір у Новозаводській сільській раді Червоноармійського району Житомирської області Української РСР.

## Історія
Станом на 1 вересня 1946 року значився у підпорядкуванні Новозаводської сільської ради Довбиського району Житомирської області. 28 листопада 1957 року, в складі сільської ради, переданий до Дзержинського району, 20 березня 1959 року — до складу Червоноармійського району Житомирської області.
Знятий з обліку 29 вересня 1960 року, відповідно до рішення Житомирського облвиконкому № 985 «Про вилучення з обліку деяких населених пунктів в районах області».